# Триперстка сумбійська
Триперстка сумбійська (Turnix everetti) — вид сивкоподібних птахів родини триперсткових (Turnicidae).

## Поширення
Ендемік Індонезії. Поширений лише на острові Сумба. Трапляється на всьому острові, найбільше в східній частині. За оцінками, загальна популяція виду становить понад 10 тис. птахів.